# Дистрибутив Linux
Дистрибутив Linux — скомпонованный в дистрибутивный пакет подобранный набор компонентов операционной системы Linux — ядро, библиотеки и утилиты проекта GNU, программа установки, другие утилиты и программы для Linux; основная форма распространения Linux-систем.
Разнообразие дистрибутивов Linux связано с необходимостью выбора из многочисленных компонентов и совместимых их версий и различными спецификами серверного, настольного, сетевого и встраиваемого оборудования. Например, в серверные дистрибутивы включаются различное серверное программное обеспечение (веб-серверы, СУБД), в настольные — среды рабочего стола, офисные пакеты, проигрыватели мультимедиа, для малоресурсного оборудования — легковесные альтернативы GNU-утилитам, такие как musl, Busybox, uClibc или dietlibs.
По состоянию на 2020-е годы существует более шестисот дистрибутивов Linux; более половины из них поддерживаются в актуальном состоянии, что обеспечивается регулярным выпуском обновлений разработчиками дистрибутива.
Существуют дистрибутивы, распространяемые по платной подписке, среди наиболее распространённых — Red Hat Enterprise Linux, SUSE Linux Enterprise Server, Oracle Linux; коммерческие разработчики также распространяют бесплатные дистрибутивы, получившие существенное распространение, прежде всего, у конечных пользователей — Fedora (Red Hat), OpenSUSE, Ubuntu (Canonical), кроме того, среди пользователей настольных систем наиболее популярны дистрибутивы, создаваемые усилиями добровольцев — Debian, Slackware, Gentoo, ArchLinux, Linux Mint. Среди распространённых дистрибутивов для сетевого оборудования — Cumulus Linux, RouterOS.

## История

Временной график, отражающий развитие дистрибутивов Linux.

В список наиболее ранних дистрибутивов Linux входят:
- Boot-root, распространявшийся на двух дискетах в виде ядра и минимального набора утилит, достаточного для запуска системы;
- MCC Interim Linux — опубликован для всеобщего доступа на FTP-сервере Манчестерского университета в феврале 1992 года;
- TAMU, созданный в Texas A&M University приблизительно в это же время;
- SLS (Softlanding Linux System);
- Yggdrasil Linux/GNU/X — первый дистрибутив, распространявшийся на компакт-дисках.

Поскольку SLS практически был неподдерживаемым, в 1993 году Патрик Фолькердинг, взяв за основу SLS, выпустил дистрибутив Slackware, который по состоянию на 2020-е годы является старейшим из существующих и развивающихся дистрибутивов Linux.
Для пользователей дистрибутивы Linux становились альтернативой операционным системам DOS и Microsoft Windows на архитектуре IBM PC, Mac OS на компьютерах Apple Macintosh, а также собственническим версиям Unix. Многие из начинающих пользователей Linux были знакомы с системами Unix, и их привлекла совместимость с Unix, стабильность, его низкая (или вообще нулевая) стоимость, а также доступность исходного кода.

## Компоненты

Составляющие дистрибутива Linux

Как правило, дистрибутив Linux состоит из утилит и библиотек GNU, вспомогательных программ, документации, графической подсистемы, подсистемы окон и менеджеров рабочего стола, а также ядра Linux. Большинство поставляемого программного обеспечения распространяется под открытыми лицензиями, что позволяет пользователям изменять его в соответствии со своими потребностями. Однако в дистрибутив может быть включено программное обеспечение, распространяемое по проприетарным лицензиям.
Многие дистрибутивы включают систему установки, которая выполняет те же функции, что и другие современные операционные системы.
Ключевые компоненты, отличающие категории дистрибутивов — пакетный менеджер и пакетный формат; в частности, отдельные группы образуют дистрибутивы, использующие пакетный менеджер Yum (DNF) и формат RPM (обозначаемые как «дистрибутивы на основе Red Hat») и применяющие менеджер Apt и работающие с форматом Deb («дистрибутивы на основе Debian»). Некоторые дистрибутивы, такие как Gentoo Linux, T2 SDE и Linux From Scratch, содержат только ядро, сборщики программ и саму программу установки, которая во время выполнения собирает всё необходимое программное обеспечение специально для архитектуры устройства, на которое устанавливается дистрибутив.